# Giovanni Locatelli

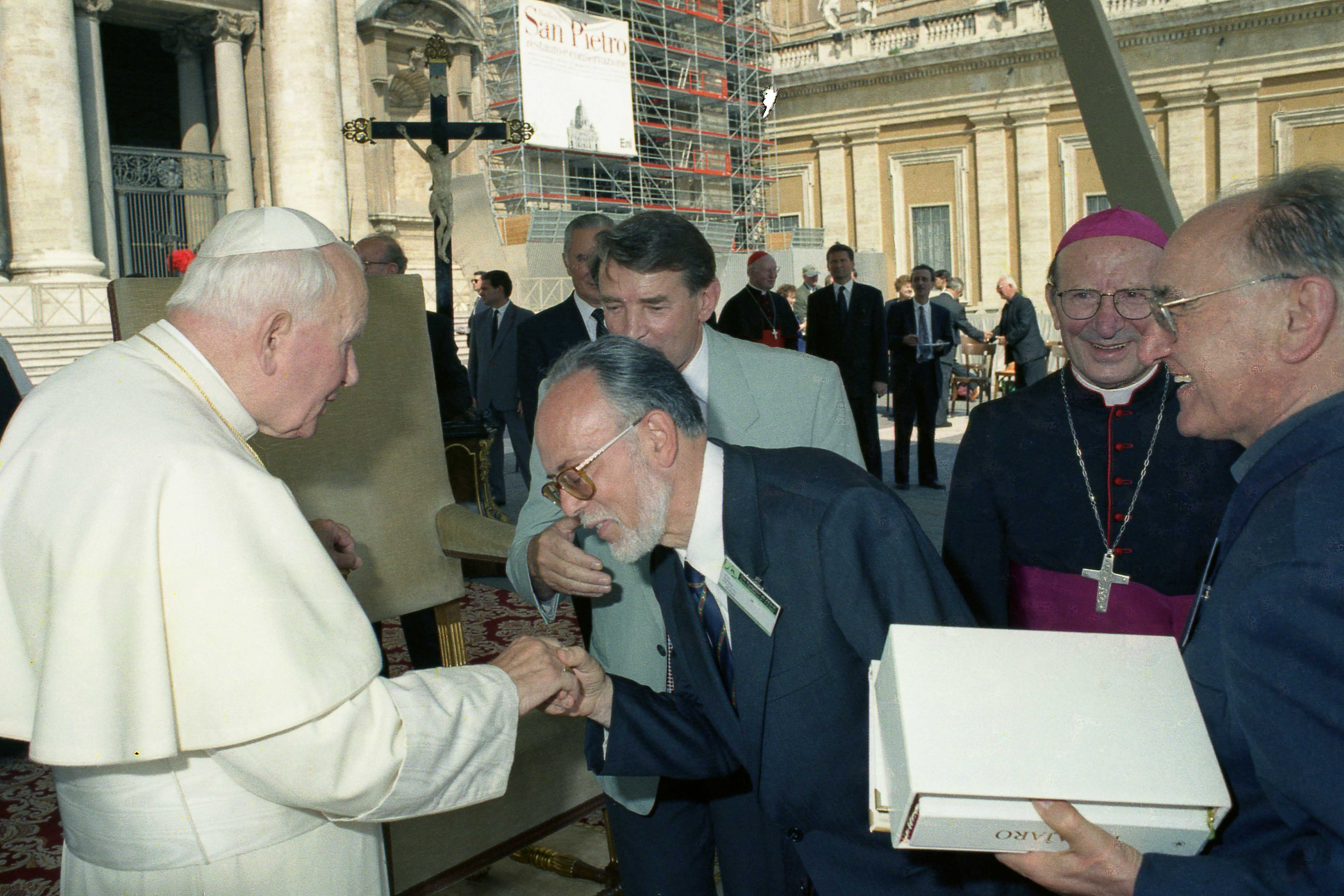
Bischof Giovanni Locatelli (2.v.r.) bei Papst Johannes Paul II. (1997)

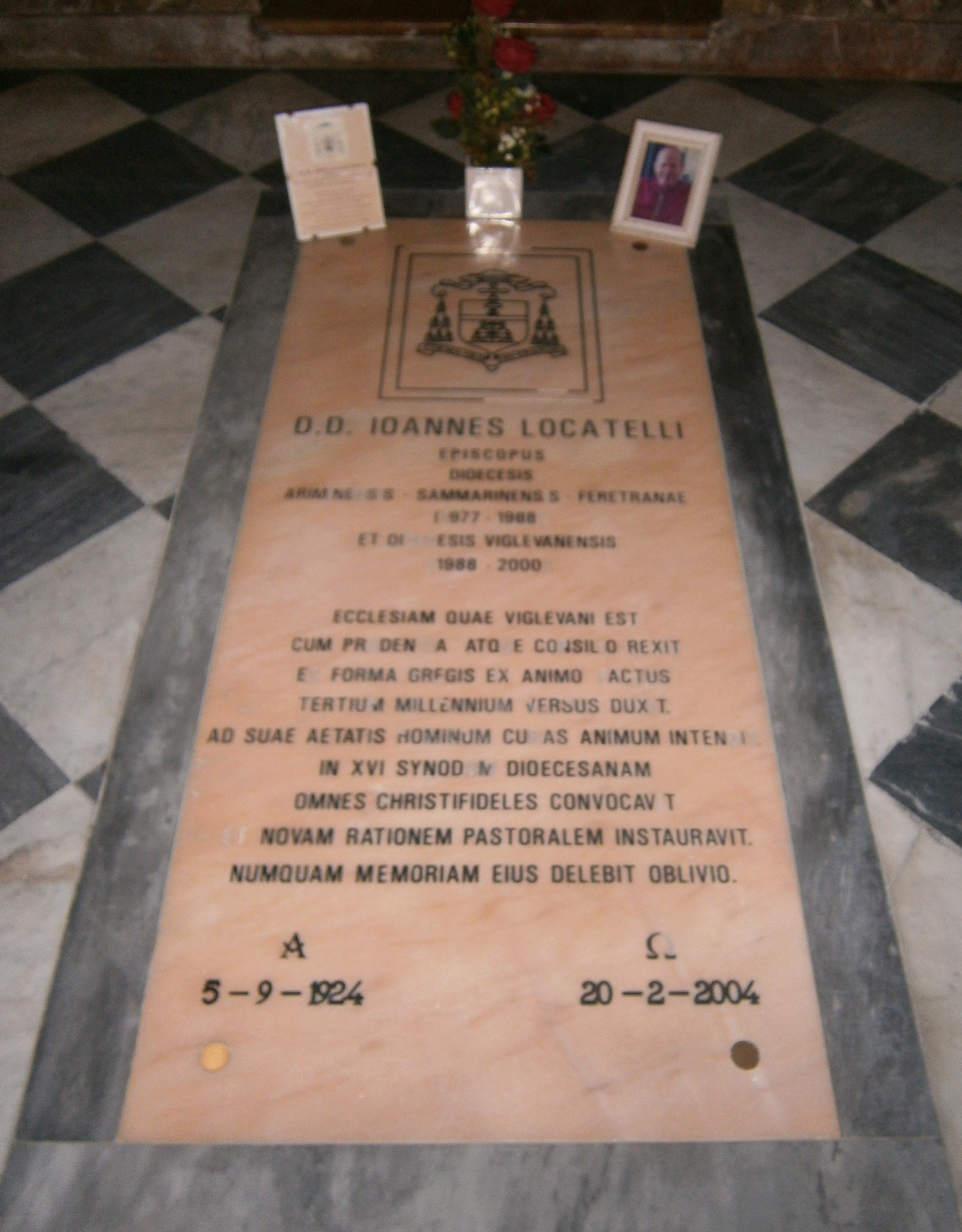
Grab von Bischof Locatelli im Dom von Vigevano mit Wappen

Giovanni Locatelli (* 5. September 1924 in Rota d’Imagna; † 20. Februar 2004 in Bergamo) war Bischof von Vigevano. 

## Leben
Giovanni Locatelli empfing am 22. Mai 1948 die Priesterweihe. Papst Paul VI. ernannte ihn am 22. Februar 1977 zum Bischof von Rimini und San Marino-Montefeltro. Der Bischof von Bergamo, Erzbischof ad personam Clemente Gaddi, spendete ihm am 20. März desselben Jahres die Bischofsweihe; Mitkonsekratoren waren Bruno Foresti, Erzbischof von Modena e Nonantola, und Gaetano Bonicelli, Weihbischof in Albano. 
Papst Johannes Paul II. ernannte ihn am 12. November 1988 zum Bischof von Vigevano. Am 18. März 2000 nahm Johannes Paul II. seinen altersbedingten Rücktritt an.